# Бирџанд
Бирџанд (перс. بیرجند) је град и сједиште покрајине Јужни Хорасан у Ирану. Налази се на истоку земље, на око 785 км ваздушном линијом удаљености од главног града Техерана. Први се пут у писаним документима спомиње у 13. вијеку као најљепши град Корсана. Током историје играо је значајну стратешку улогу у промету и трговини између Ирана и Индијског потконтинента. Најзначајнија привредна грана производње у Бирџанду је производња шафрана. Према попису становништва из 2013. године у граду је живјело 187.020 становнка.